# Abarema josephi
Abarema josephi és una espècie de llegum del gènere Abarema de la família Fabaceae. Només es coneix a la localitat del departament de Caquetá, Colòmbia.